# 台湾黏盲鰻
台湾黏盲鳗（学名：Eptatretus taiwanae）为盲鳗科黏盲鳗属的鱼类。分布于台湾等，被IUCN列為瀕危保育類動物，深度20-50公尺，本魚體延長呈圓柱狀，後部側扁，眼退化被皮膚所覆蓋，無上下頜，口腔外緣具四對鬚，鰓孔通常6個，黏液孔分布:前鰓區16-19個、軀幹36-42個、尾部6-9個，總計60-68個，體灰褐色，體長可達33.4公分，棲息在深層水域，屬肉食性，以動物腐屍為主，生活習性不明。该物种的模式产地在台湾。